# Rye, East Sussex
Rye är en småstad och civil parish i grevskapet East Sussex i sydöstra England. Staden ligger i distriktet Rother, cirka 15 kilometer nordost om Hastings och cirka 24 kilometer sydväst om Ashford. Tätorten (built-up area) hade 4 885 invånare vid folkräkningen år 2021.